# Lista över Greklands försvarsministrar
Detta är en lista över Greklands försvarsministrar.

## Lista över krigsministrar 1899–1950
| Namn                      | Från              | Till              | Parti                                                  |
| ------------------------- | ----------------- | ----------------- | ------------------------------------------------------ |
| Konstantinos Koumoudouros | 14 april 1899     | 11 januari 1900   |                                                        |
| Nikolaos Tsamandos        | 11 januari 1900   | 14 november 1901  |                                                        |
| Giorgios Korpas           | 25 november 1901  | 6 december 1902   |                                                        |
| Colonel Lymbrittis        | 7 december 1902   | 27 juni 1903      |                                                        |
| Alexios Grivas            | 28 juni 1903      | 11 juli 1903      |                                                        |
| Ioannis Konstantinides    | 11 juli 1903      | 19 december 1903  |                                                        |
| Konstantinos Smolenskis   | 19 december 1903  | 29 december 1904  |                                                        |
| Kyriakos Mavromichalis    | 29 december 1904  | 30 juli 1905      |                                                        |
| Vasileos Boudouris        | 30 juli 1905      | 21 december 1905  |                                                        |
| Georgios Theotokis        | 21 december 1905  | 29 juli 1909      |                                                        |
| Emmanuel Manoussgiannakis | 29 juli 1909      | 28 augusti 1909   |                                                        |
| Leonidas Lapathiotis      | 31 augusti 1909   | 30 december 1909  |                                                        |
| Ioannis Konstantinides    | 30 december 1909  | 31 januari 1910   |                                                        |
| Nikolaos Zorbas           | 31 januari 1910   | 18 oktober 1910   |                                                        |
| Eleutherios Venizelos     | 18 oktober 1910   | 10 mars 1915      |                                                        |
| Dimitrios Gounaris        | 10 mars 1915      | 23 augusti 1915   |                                                        |
| Panayotis Danglis         | 23 augusti 1915   | 7 oktober 1915    |                                                        |
| General Yanakitsas        | 7 oktober 1915    | 7 november 1915   |                                                        |
| General Yanakitsas        | 7 november 1915   | 22 juni 1916      |                                                        |
| Konstantinos Kallaris     | 22 juni 1916      | 16 september 1916 |                                                        |
| Nikolaos Kalogeropoulos   | 16 september 1916 | 9 oktober 1916    |                                                        |
| Nikolaos Drakos           | 10 oktober 1916   | 27 juni 1917      |                                                        |
| Eleutherios Venizelos     | 27 juni 1917      | 26 september 1917 |                                                        |
| Panayotis Danglis         | 26 september 1917 | 11 januari 1918   |                                                        |
| Eleutherios Venizelos     | 11 januari 1918   | 28 november 1918  |                                                        |
| Alexios Grivas            | 28 november 1918  | 18 november 1920  |                                                        |
| Dimitrios Gounaris        | 18 november 1920  | 8 april 1921      |                                                        |
| Nikolaos Theotakis        | 8 april 1921      | 16 maj 1922       |                                                        |
| Nikolaos Stratos          | 16 maj 1922       | 22 maj 1922       |                                                        |
| Nikolaos Theotakis        | 22 maj 1922       | 9 september 1922  |                                                        |
| Nikolaos Triantaphyllakos | 10 september 1922 | 29 september 1922 |                                                        |
| Georgios Kondylis         | 12 mars 1924      | 11 juni 1924      |                                                        |
| Theodoros Pangalos        | 11 juni 1924      | 24 juli 1924      |                                                        |
| Georgios Katechakis       | 24 juli 1924      | 9 mars 1925       |                                                        |
| Konstantinos Gondikas     | 9 mars 1925       | 26 juni 1925      |                                                        |
| Theodoros Pangalos        | 26 juni 1925      | 19 juli 1926      |                                                        |
| Charalambos Tseroulis     | 19 juli 1926      | 23 augusti 1926   |                                                        |
| Georgios Kondylis         | 26 augusti 1926   | 4 december 1926   |                                                        |
| Alexandros Mazarakis      | 4 december 1926   | 4 juli 1928       |                                                        |
| Themistoklis Sophoulis    | 4 juli 1928       | 11 november 1930  |                                                        |
| Eleutherios Venizelos     | 11 november 1930  | 23 december 1930  |                                                        |
| Georgios Katechakis       | 23 december 1930  | 26 maj 1932       |                                                        |
| Alexandros Papanastasiou  | 26 maj 1932       | 3 juni 1932       |                                                        |
| Theodoros Chavinis        | 5 juni 1932       | 31 oktober 1932   |                                                        |
| Georgios Kondylis         | 3 november 1932   | 13 januari 1933   |                                                        |
| Georgios Katechakis       | 16 januari 1933   | 6 mars 1933       |                                                        |
| Alexandros Othonaios      | 6 mars 1933       | 8 mars 1933       |                                                        |
| Georgios Kondylis         | 10 mars 1933      | 20 mars 1935      |                                                        |
| Ioannis Metaxas           | 5 mars 1935       | 13 mars 1935      |                                                        |
| Georgios Kondylis         | 20 mars 1935      | 10 oktober 1935   |                                                        |
| Alexandros Papagos        | 10 oktober 1935   | 25 november 1935  |                                                        |
| Konstantinos Demertzis    | 30 november 1935  | 5 mars 1935       |                                                        |
| Ioannis Metaxas           | 14 mars 1936      | 29 januari 1941   |                                                        |
| Alexandros Korizis        | 29 januari 1941   | 18 april 1941     |                                                        |
| Theodoros Panagakos       | 21 april 1941     | 2 juni 1941       |                                                        |
| Stylianos Dimitrikakis    | 2 juni 1941       | 4 maj 1942        |                                                        |
| Panayotis Kanellopoulos   | 4 maj 1942        | 16 mars 1943      |                                                        |
| Byron Karapangiotis       | 16 mars 1943      | 3 april 1944      |                                                        |
| Sophoklis Venizelos       | 13 april 1944     | 23 april 1944     |                                                        |
| George Papandreou         | 28 maj 1944       | 31 december 1944  |                                                        |
| Nikolaos Plastiras        | 3 januari 1945    | 7 april 1945      |                                                        |
| Petros Voulgaris          | 9 april 1945      | 11 augusti 1945   |                                                        |
| Alexandros Merenditis     | 11 augusti 1945   | 1 november 1945   |                                                        |
| Spiridon Georgoulis       | 1 november 1945   | 20 november 1945  |                                                        |
| Konstantinos Manetas      | 21 januari 1946   | 1 april 1946      |                                                        |
| Petros Mavromihalis       | 4 april 1946      | 3 november 1946   | Grekiska folkpartiet                                   |
| Philippos Dragoumis       | 4 november 1946   | 24 januari 1947   | Grekiska folkpartiet                                   |
| Andreas Stratos           | 27 januari 1947   | 12 november 1948  | Grekiska folkpartiet                                   |
| Konstantinos Rendis       | 18 november 1948  | 19 januari 1949   | Liberala partiet                                       |
| Panayotis Kanellopoulos   | 20 januari 1949   | 30 juni 1949      | Nationella enhetspartiet                               |
| G. Kazanas                |                   |                   | Grekiska folkpartiet                                   |
| Ioannis Theotokis         | 7 januari 1950    | 5 mars 1950       |                                                        |
| Philippos Manouilides     | 15 april 1950     | 18 augusti 1950   | Greklands demokratiska socialistparti                  |
| Sophoklis Venizelos       | 21 augusti 1950   | 9 september 1950  | Liberala partiet                                       |
| Constantinos Rendis       | 9 september 1950  | 13 september 1950 | Liberala partiet                                       |
| Konstantinos Karamanlis   | 13 september 1950 | 2 november 1950   | Grekiska folkpartiet                                   |
| Panayotis Spilitopoulos   | 30 juli 1951      | 27 oktober 1951   |                                                        |
| Alexandros Sakellariou    | 27 oktober 1951   | 28 mars 1952      |                                                        |
| Sophoklis Venizelos       | 10 april 1952     | 10 oktober 1952   | Liberala partiet                                       |
| Ioannis Pitsikas          | 11 oktober 1952   | 18 november 1952  |                                                        |
| Alexandros Papagos        | 23 november 1952  | 2 december 1952   | Grekisk samling                                        |
| Panayotis Kanellopoulos   | 2 december 1952   | 6 juni 1955       | Grekisk samling                                        |
| Konstantinos Karamanlis   | 6 oktober 1955    | 10 januari 1956   | Grekisk samling                                        |
| Sterghios Steriopoulos    | 11 januari 1956   | 27 februari 1956  |                                                        |
| Aristides Protopapadakis  | 29 februari 1956  | 2 mars 1958       | Nationalradikala unionen                               |
| Giorgios Sergiopolis      | 5 mars 1958       | 17 maj 1958       |                                                        |
| Konstantinos Karamanlis   | 17 maj 1958       | 20 september 1961 | Nationalradikala unionen                               |
| Haralambos Potamianos     | 20 september 1961 | 4 november 1961   |                                                        |
| Aristides Protopapadakis  | 4 november 1961   | 11 juni 1963      | Nationalradikala unionen                               |
| Filippos Dragoumis        | 19 juni 1963      | 28 september 1963 |                                                        |
| Dimitrios Papanikopoulos  | 29 september 1963 | 18 februari 1964  |                                                        |
| Petros Garoufalias        | 18 februari 1964  | 15 juli 1965      | Centerunionen                                          |
| Stavros Kostopoulos       | 15 juli 1965      | 21 december 1966  | Centerunionen Politisk vilde Liberaldemokratisk Center |
| Ioannis Paraskevopoulos   | 22 december 1966  | 30 mars 1967      |                                                        |
| Panayotis Papaligouras    | 3 april 1967      | 21 april 1967     | Nationalradikala unionen                               |
| Giorgios Papadopoulos     | 13 december 1967  | 8 oktober 1973    |                                                        |
| Nikolaos Efessios         | 8 oktober 1973    | 25 november 1973  |                                                        |
| Efstathios Latsoudis      | 25 november 1973  | 24 juli 1974      |                                                        |
| Evangelos Averoff         | 26 juli 1974      | 19 oktober 1981   | Nationalradikala unionen (1974) Ny demokrati (1974–81) |
| Andreas Papandreou        | 21 oktober 1981   | 25 april 1986     | PASOK                                                  |
| Ioannis Haralambopoulos   | 25 april 1986     | 1 juli 1989       | PASOK                                                  |
| Ioannis Varvitsiotis      | 2 juli 1989       | 7 oktober 1989    | Ny demokrati                                           |
| Theodoros Degiannis       | 12 oktober 1989   | 23 november 1989  |                                                        |
| Tzannis Tzannetakis       | 23 november 1989  | 12 februari 1990  | Ny demokrati                                           |
| Theodoros Degiannis       | 13 februari 1990  | 11 april 1990     |                                                        |
| Ioannis Varvitsiotis      | 11 april 1990     | 13 oktober 1993   | Ny demokrati                                           |
| Gerassimos Arsenis        | 13 oktober 1993   | 24 september 1996 | PASOK                                                  |
| Akis Tsochatzopoulos      | 24 september 1996 | 23 oktober 2001   | PASOK                                                  |
| Ioannis Papandoniou       | 23 oktober 2001   | 10 mars 2004      | PASOK                                                  |
| Spilios Spiliotopoulos    | 10 mars 2004      | 15 februari 2006  | Ny demokrati                                           |
| Evaggelos Meimarakis      | 15 februari 2006  | 7 oktober 2009    | Ny demokrati                                           |
| Evangelos Venizelos       | 7 oktober 2009    | 17 juni 2011      | PASOK                                                  |
| Panagiotis Beglitis       | 17 juni 2011      | 11 november 2011  | PASOK                                                  |
| Dimitris Avramopoulos     | 11 november 2011  | 17 maj 2012       | Ny demokrati                                           |
| Frangoulis Frangos        | 17 maj 2012       | 21 juni 2012      |                                                        |
| Panos Panagiotopoulos     | 21 juni 2012      | 25 juni 2013      | Ny demokrati                                           |
| Dimitris Avramopoulos     | 25 juni 2013      | 3 november 2014   | Ny demokrati                                           |
| Nikos Dendias             | 3 november 2014   | 27 januari 2015   | Ny demokrati                                           |
| Panos Kammenos            | 27 januari 2015   | 28 augusti 2015   | Oberoende greker                                       |
| Ioannis Giagkos           | 28 augusti 2015   | 23 september 2015 |                                                        |
| Panos Kammenos            | 23 september 2015 | 13 januari 2019   | Oberoende greker                                       |
| Evangelos Apostolakis     | 14 januari 2019   |                   |                                                        |